# سامي جو أودوم
سامي جو أودوم (بالإنجليزية: Sammy Joe Odom)‏ هو شخصية أعمال أمريكي، ولد في 13 نوفمبر 1941 في شريفبورت في الولايات المتحدة، وتوفي في 18 يناير 2001 في مانسفيلد في الولايات المتحدة.

## وصلات خارجية
- سامي جو أودوم على موقع مرجع كرة القدم المحترفة.كوم (الإنجليزية)